# Jakub (Toombs)
Jakub, imię świeckie Roy Chesley Toombs (ur. 30 sierpnia 1887, zm. 1 listopada 1970) – biskup prawosławny pochodzenia amerykańskiego, służący w latach w jurysdykcji Rosyjskiego Kościoła Prawosławnego poza granicami Rosji.

## Życiorys

### Życie świeckie
Był dziewiątym z dziesięciorga dzieci Ansona i Hannah Elizabets Toombs. Wychował się w hrabstwie Cowley w stanie Kansas. Rodzina Toombsów była wyznania baptystycznego, jednak Roy Toombs nie był szczególnie zaangażowany w życie swojego Kościoła. W 1910 lub 1911 ożenił się z Maryangelą (nazwisko panieńskie nieznane), krótko po ślubie urodził się ich syn Farrell. W 1920 pracował jako bankier i współwłaściciel firmy maklerskiej Tooms-Daley działającej w Chicago, następnie wzmiankowany jest jako prezes towarzystwa ubezpieczeniowego International Life Insurance Company. Okoliczności, w jakich doszedł do tych stanowisk, nie są znane, brak również informacji o jego wykształceniu.
W 1928 Roy Toombs został aresztowany i oskarżony o defraudację funduszy powierzonych jego firmie ubezpieczeniowej. Uznany za winnego, został w roku następnym skazany na trzy lata pozbawienia wolności i grzywnę w wysokości 3 tys. dolarów. W tym samym roku został po raz drugi skazany za sprzeniewierzenie kolejnej kwoty i ponownie skazany na trzy lata więzienia. Od tego wyroku odwołał się i wygrał apelację. W 1936 został skazany po raz czwarty, sąd zobowiązał go do zapłacenia 600 tys. dolarów w związku z defraudacją w firmie ubezpieczeniowej. W 1931 przebywał w więzieniu federalnym w Leavenworth.
Roy Toombs najprawdopodobniej zainteresował się prawosławiem w więzieniu, po dłuższych poszukiwaniach (interesował się episkopalianizmem, przygotowywał się przez pewien czas do konwersji na katolicyzm). W 1942, zgłaszając się do odbycia obowiązkowej służby wojskowej, Toombs zadeklarował, że jest duchownym prawosławnym, służącym w Kościele pod zwierzchnictwem George'a Winslowa Plummera, różokrzyżowca. Publikował również artykuły w piśmie różokrzyżowców pt. "Mercury", którego głównym redaktorem i właścicielem był Plummer. Plummer w 1934 został niekanonicznie wyświęcony na biskupa przez Ignacego (Nicholsa), współtwórcę niekanonicznego Kościoła, który oderwał się od Metropolii Amerykańskiej. W 1944 Roy Toombs został również niekanonicznie wyświęcony na "biskupa" przez Theodotusa Stanislausa de Witowa, "wyświęconego" w 1936 przez Plummera.

### Biskup Rosyjskiej Cerkwi Zagranicznej
Do 1951 Roy Toombs pozostawał "biskupem" w deklarującym się jako prawosławny, ezoterycznym "Kościele" Plummera. W wymienionym roku zerwał z nim i założył własny Wschodni Kościół Katolicko-Prawosławny, w ramach którego istniało dziewięć placówek duszpasterskich obsługiwanych przez czterech kapłanów. Jeszcze w tym samym roku, pod wpływem spotkania z arcybiskupem Ameryki Wschodniej i Jersey City Witalisem, przystąpił do Rosyjskiego Kościoła Prawosławnego poza granicami Rosji. Najprawdopodobniej to biskup Witalis przekonał Pierwszego Hierarchę Cerkwi Zagranicznej, metropolitę Anastazego, do niemal natychmiastowego przyjęcia Roya Toombsa do tejże. Nie jest jasne, co Witalis i Anastazy wiedzieli o przeszłości przyjmowanego i kierowanej przez niego strukturze, którą najwyraźniej uznali za perspektywiczną i zdolną do rozwoju w kierunku autentycznie prawosławnej administratury grupującej Amerykanów. Według jednej z wersji wydarzeń Roy Toombs został nadzwyczaj szybko przyjęty do Cerkwi Zagranicznej, gdyż w czasie II wojny światowej pracował dla rządu amerykańskiego i przyczynił się do umożliwienia jej hierarchom wjazdu do Stanów Zjednoczonych i pozostanie tam. Przybyciu duchownych Cerkwi Zagranicznej sprzeciwiała się Metropolia Amerykańska oraz ZSRR, prawdopodobnie sugerując, że biskupi Rosyjskiego Kościoła Prawosławnego poza granicami Rosji byli winni kolaboracji z Hitlerem.
W 1951 Roy Toombs rozstał się ze swoją żoną, oboje złożyli wieczyste śluby mnisze. Jego postrzyżyny mnisze odbyły się w monasterze Trójcy Świętej w Jordanville, przyjął imię zakonne Jakub. 12 lipca 1951 w Nowej Pustelni Korzennej został wyświęcony na biskupa Manhattanu, wikariusza eparchii wschodnioamerykańskiej. Jakub (Toombs) niemal natychmiast otrzymał godność arcybiskupa, powierzono mu prowadzenie misji wśród Amerykanów, nadając mu szerokie uprawnienia. Nie będąc formalnie członkiem Synodu biskupów, hierarcha brał udział w jego posiedzeniach. Wbrew oficjalnemu stanowisku Kościoła przyjmował nowych wiernych do Kościoła po przyjęciu powtórnego chrztu, podczas gdy w przypadku katolików wystarczyłaby spowiedź. Arcybiskup James najprawdopodobniej zerwał z praktykami okultystycznymi, w które był niegdyś zaangażowany, na co wskazują świadectwa osób uczestniczących w odprawianych przez niego nabożeństwach (sprawował je wyłącznie w domowej kaplicy). Mógł być pierwszym biskupem prawosławnym, który odprawił w Stanach Zjednoczonych Świętą Liturgię paschalną w całości w języku angielskim.
Równocześnie duchowny oskarżany był o łamanie ślubów mniszych poprzez utrzymywanie kontaktów z byłą żoną. Kobieta, nie znając języka rosyjskiego, nie mogła zamieszkać w jedynym żeńskim monasterze Cerkwi Zagranicznej w Stanach Zjednoczonych – Nowym Diwiejewie. Nie mieszkała jednak z byłym mężem, opiekowała się nim jedynie w ostatnich latach życia.

### Opuszczenie Cerkwi Zagranicznej
Po kilku latach w Cerkwi Zagranicznej arcybiskup Jakub wystąpił z niej, uzasadniając tę decyzję rusofilską polityką hierarchów Kościoła i ograniczonym kontaktem, jaki miał z pozostałymi hierarchami. Na jego postawę miała również wpływ rosnąca rezerwa, z jaką metropolita Anastazy i kilku innych biskupów odnosili się do jego działalności misyjnej wśród Amerykanów, w tym do tłumaczenia tekstów liturgicznych na język angielski. Według niektórych źródeł duchowny opuścił Kościół za zgodą innych biskupów lub też formalnie został przeniesiony w stan spoczynku. W 1959 z pewnością nie był już związany z Cerkwią Zagraniczną, wtedy też założył Prawosławny Kościół Amerykański, w ramach którego prowadził tylko jedną parafię grupującą kilka osób. Zmarł w 1970.